# Hyderabad (Indija)
Hyderabad (prije nazivan Bhagyanagar) je grad u Indiji, glavni i najnaseljeniji grad indijske države Telangana. Prema procjenama grad imao oko 7 milijuna stanovnika. Grad je 1591. na obali rijeke Musi osnovao tadašnji vladar regije Muhammad Quli Qutb Shah, koji je dao i izgraditit džamiju Charminar.
Hyderabad je poznat po svojoj bogatoj povjesti, kulturi i arhitekturi, koje karakterizira položaj na granici Sjeverne i Južne Indije, kao i multikulturalnoj prirodi u zemljopisnom, religijskom i intelektualnom smislu. Hyderabad je danas (2009.) brzo razvijajući grad, moderno središte novih tehnologija kao što su informatičke tehnologije i biotehnologije.
U gradu se nalazi i najveći filmski studio na svijetu Ramoji Film City kao i druga najveća filmska industrija u Indiji Telugu Film Industry popularno znana kao Tollywood. 

## Etimologija
Popularna teorija o imenu grada govori tome da se je osnivač grada, Muhammad Quli Qutb Shah, zaljubio u lokalnu djevojku koja se je zvala Bhagmathi ili Bhagyavathi, pa je grad prema njoj dobio prvotno ime Bhagyanagaram. Nakon njenog prijealza na islam, promijenila je ime u Hyder Mahal, te je grad preimenovan u Hyderabad. 